# Poproč, Rimavská Sobota
Poproč este o comună slovacă, aflată în districtul Rimavská Sobota din regiunea Banská Bystrica. Localitatea se află la altitudinea de 556 m deasupra n.m., se întinde pe o suprafață de 4,03 km2 și în 2017 număra 24 de locuitori.

## Istoric
Localitatea Poproč este atestată documentar din 1413.

## Demografie
| An:                | 1994 | 2004    | 2014 | 2024   |
| ------------------ | ---- | ------- | ---- | ------ |
| Număr de persoane: | 36   | 24      | 24   | 23     |
| Diferență:         |      | −33,33% | +0%  | −4,16% |

| An:                | 2023 | 2024   |
| ------------------ | ---- | ------ |
| Număr de persoane: | 22   | 23     |
| Diferență:         |      | +4,54% |